# Гельтеркинден
Гельтеркинден (нем. Gelterkinden) — коммуна в Швейцарии, в кантоне Базель-Ланд.
Входит в состав округа Зиссах. Население составляет 5623 человека (на 31 декабря 2007 года). Официальный код — 2846.